# Lackenradweg
Der Lackenradweg „B20“ ist ein 52 Kilometer langer Radrundweg im burgenländischen Seewinkel.
Beliebter Ausgangspunkt des Rundkurses mitten durch den Nationalpark Neusiedler See-Seewinkel ist Podersdorf am See, von wo der Weg nach Illmitz und weiter nach Sankt Andrä am Zicksee führt. Der Weg führt durch verschiedene Landschaften des Seewinkels: durch Weingärten, an den namensgebenden Lacken vorbei und an den Neusiedler See.
Der größte Teil des Radwegs ist asphaltiert, 16 Kilometer sind Kies- und Schotterweg, auf 200 Meter ist der Weg sandig.
Bei Podersdorf und Illmitz gibt es Verbindungen zum Neusiedler-See-Radweg.

## Sehenswertes entlang der Strecke
- Nationalpark Neusiedler See-Seewinkel
- Lange Lacke
- Wallfahrtskirche Frauenkirchen (abseits der Route)

## Anbindung an den Öffentlichen Verkehr
Der Ort Frauenkirchen am Lackenradweg ist stündlich von Wien aus mit dem Regionalexpress REX 64 erreichbar. Diese Züge transportieren auch Fahrräder.